# Keith Ferguson
Keith James Ferguson (Los Angeles, Califòrnia, 26 de febrer de 1972) és un actor de sèries de televisió, de doblatge i còmic estatunidenc conegut per la veu del personatge "Blooregard Q. Kazoo" (més conegut com a "Bloo") de la sèrie animada Mansió Foster per a Amics Imaginaris.

## Biografia
L'any 2002 també va ser responsable de posar algunes veus en els dibuixos animats Mirmo!. A més ha participat en altres sèries animades com Les ombrívoles aventures de Billy i Mandy i Harvey Birdman, advocat.
Ferguson abans d'arribar a ser actor de veu va treballar posant veu a personatges de videojocs, entre els que figuren Final Fantasy XII (veu de Basch), X-Men Legends II: Rise of Apocalypse (veu de Grizzly), Destroy All Humans! (Veus addicionals), Destroy All Humans! 2 (Veu del Sergent Fauxhall) i Neopets: The Darkest Faerie (veu de Grossos). Un dels seus rols més recents és en la reedició per PlayStation 2 de Kingdom Hearts: Chain of Memories, donant la veu a l'antagonista principal del joc: Marluxia, també la hi va donar en l'encara més recent joc Kingdom Hearts 358/2 Days en la seva versió anglesa.
El seu pare va ser un conegut pianista en el sud de Califòrnia fins a la seva mort l'any 1999.

## Filmografia
Filmografia:
| Any       | Pel·lícula                             | Paper/s                                      |
| --------- | -------------------------------------- | -------------------------------------------- |
| 2004−2009 | Foster's Home for Imaginary Friends    | Blooregard Q. Kazoo                          |
| 2006      | Bambi II                               | Friend Owl                                   |
| 2006      | Codename: Kids Next Door               | Numbuh 1-Love                                |
| 2007      | Legion of Super Heroes                 | Karate Kid                                   |
| 2007−2011 | Robot Chicken                          | Indiana Jones / Commissioner Gordon          |
| 2010      | Adventure Time                         | Frog / Lenny / Ripped Lumpy / Mr. Candy Cane |
| 2010−2012 | Mad                                    | Han Solo / Blue Beetle / Abin Sur            |
| 2010−2012 | The Avengers: Earth's Mightiest Heroes | General 'Thunderbolt' Ross                   |
| 2011      | G.I. Joe: Renegades                    | Heavy Duty                                   |